# حمولة التأثيرات البيئية على مير
حمولة التأثيرات البيئية على مير مجموعة من أربعة تجارب ثُبتت على محطة الفضاء الروسية مير من مارس 1996 إلى أكتوبر 1997 لدراسة تأثير المخلفات الفضائية والتعرض لبيئة الفضاء على بعض المواد. هذه المواد التي استخدمت في التجربة كان قيد الدراسة لتُستعمل في محطة الفضاء الدولية، وبتعريض هذه المواد على نفس الارتفاع المداري الذي ستحلق فيه محطة الفضاء الدولية قدمت التجارب تقييمًا لأداء هذه المواد في ظروف الفضاء المشابهة. قدمت التجارب فرصة أيضًا لاختبار وفحص تأثير المخلفات من صنع الإنسان والنيازك الصغيرة. ثُبتت التجارب على وحدة حوض الرسو في مهمة إس تي إس-76واستعيدت في إس تي إس-86.

## المكونات
تكونت الحمولة من أربعة تجارب منفصلة مثبتة على أربعة حاملات تجارب خاملة منصبة على حوض الرسو في محطة مير. كل حاملة تكونت من ثلاث مكونات: حامل التجربة، والذي احتوى التجربة نفسها، حامل الجدار الجانبي والذي حفظ حاملة التجربة الخاملة في حجرة حمولة مكوك الفضاء أثناء الإطلاق والعودة، وقابض ممسك الدرابزين والذي يُستخدم لإلحاق حاملة التجربة الخاملة بوحدة الرسو.
تكونت التجربة الأولى من ألواح من الذهب والألومنيوم والزنك، وكان هدفها دراسة تردد اصطدام المخلفات الفضائية بالمحطة وأحجام ومصادر هذه المخلفات والضرر الذي قد يحدثه الاصطدام بمحطة الفضاء.
التجربة الثانية، باسم جامع المخلفات المدارية، كان الغرض منها التقاط المخلفات المدارية في خلايا من الهلام الهوائي، من أجل تحديد مصدر هذه المخلفات.
التجربتان الثالثة والرابعة جرى بهما اختبار عدد من المواد قيد الدراسة لاستخدامها في محطة الفضاء الدولية، وضمت عينات طلاء، أغلفة زجاجية، ومواد عازلة متعددة الطبقات، ومجموعة من عينات المعادن.